# NGC 4477
NGC 4477 ist eine linsenförmige Galaxie mit aktivem Galaxienkern vom Hubble-Typ SB0 im Sternbild Jungfrau auf der Ekliptik. Sie ist schätzungsweise 58 Millionen Lichtjahre von der Milchstraße entfernt und hat einen Durchmesser von etwa 60.000 Lichtjahren. Unter der Katalognummer VCC 1253 wird sie als Mitglied des Virgo-Galaxienhaufens gelistet und ist ebenso Teil der Markarjanschen Kette. 

Im selben Himmelsareal befinden sich u. a. die Galaxien NGC 4459, NGC 4468, NGC 4473, NGC 4479.
Das Objekt wurde am 8. April 1784 von dem deutsch-britischen Astronomen Wilhelm Herschel entdeckt.